# Старый Дор
Старый Дор — деревня в Грязовецком районе Вологодской области.
Входит в состав Комьянского муниципального образования, с точки зрения административно-территориального деления — в Комьянский сельсовет.
Расстояние по автодороге до районного центра Грязовца — 27,4 км, до центра муниципального образования Хорошево — 5,3 км. Ближайшие населённые пункты — Огарково, Орлово, Подсосенье, Новый Дор.
По переписи 2002 года население — 26 человек (11 мужчин, 15 женщин). Преобладающая национальность — русские (96 %).